# Nettie Sutro
Nettie Sutro, geboren als Nanette Gerstle, (München, 1 november 1889 - Zürich, 21 september 1967) was een Zwitserse historica, vertaalster en vluchtelingenhelpster van joodse en Duitse afkomst.

## Biografie
Nettie Sutro, wiens echte naam Nanette Gerstle was, werd geboren in het Duitse Keizerrijk als dochter van een handelaar. In 1914 huwde ze met neuroloog Erich Katzenstein. Sutro is de naam van haar grootmoeder aan moederszijde.
Sutro studeerde tussen 1915 en 1921 geschiedenis, kunstgeschiedenis en economie in haar geboortestad München en in Bern. Ze behaalde aan het einde van haar studies een doctoraat. Ze vertaalde de eerste boeken van de Italiaanse schrijver Ignazio Silone naar het Duits.
Nadat in haar geboorteland de nazi's aan de macht waren gekomen, was Sutro in 1933 een van de oprichtsters van een hulpcomité ten voordele van de kinderen van Duitse immigranten, een organisatie die een belangrijke rol zou spelen tijdens de Tweede Wereldoorlog, waarin Zwitserland neutraal bleef. In 1935 werd dit comité het comité voor hulp aan migrantenkinderen. Ze was voorzitster van dit comité van 1934 tot 1948. Ze was tevens lid van een expertencommissie aangaande vluchtelingenzaken bij het Federaal departement van Justitie en Politie. Vanaf 1952 zou ze zich inzetten voor het Zwitserse kinderdorp in Kiryat Ye'arim in Israël, waarvan ze medeoprichtster was.

## Trivia
- In haar overlijdensplaats Zürich werd een straat naar haar vernoemd, de Nettie-Sutro-Strasse.